# 336203 Sandrobuss
336203 Sandrobuss este o planetă minoră (asteroid) din centura de asteroizi. A fost descoperită pe 22 septembrie 2008 la Vicques⁠(d) de Michel Ory⁠(d). 
Obiectul prezintă o orbită caracterizată de o semiaxă mare de 2,651454047907 UAi, o excentricitate de 0,22, o înclinație de 3,3 ° în raport cu ecliptica.